# New Flyer Industries

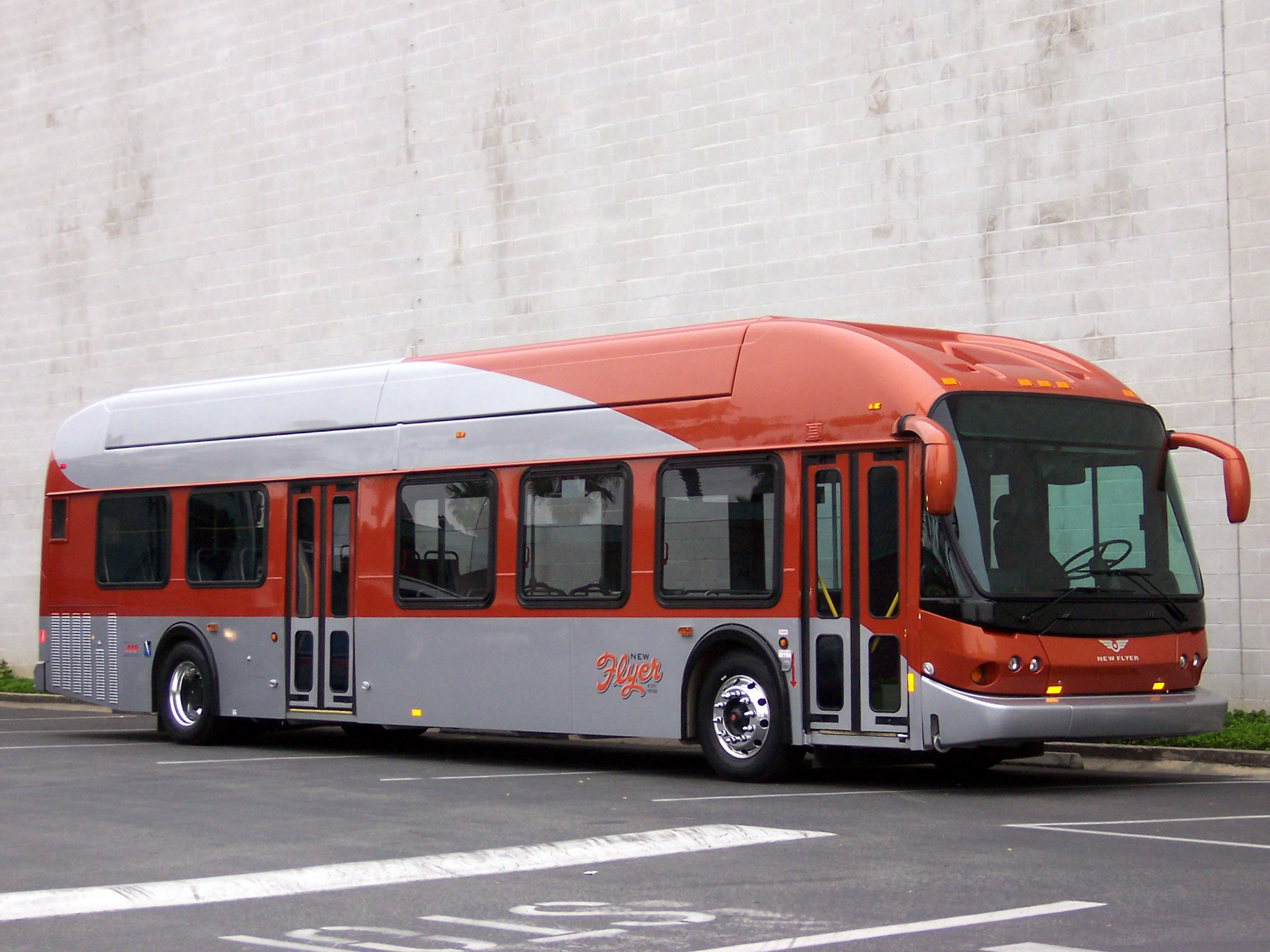
New Flyer C40LFA

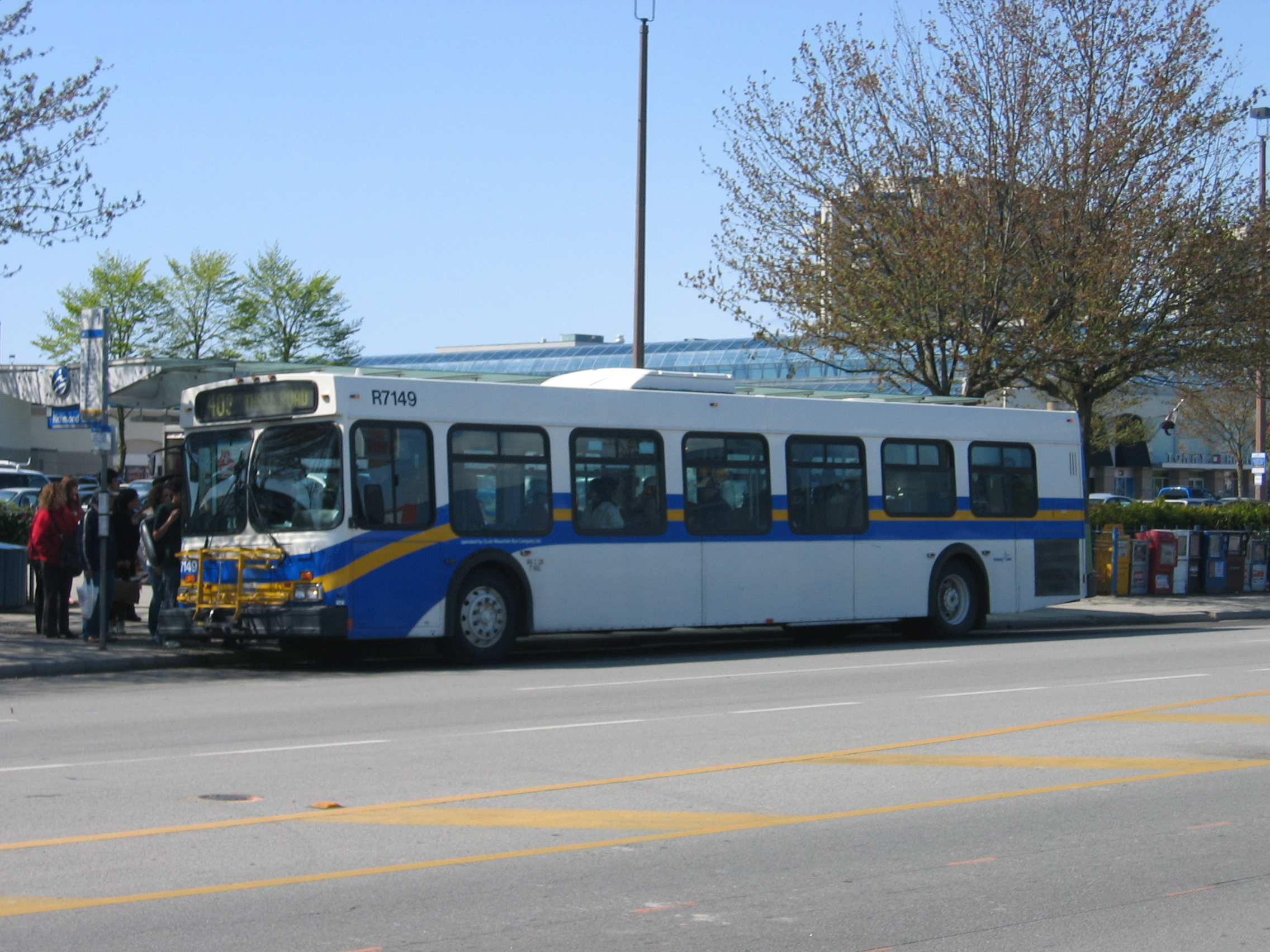
New Flyer D40LF

New Flyer Industries Inc. — канадский производитель автобусов, с центром в городе Виннипег, и имеющий свои филиалы в США. Фирма производит разнообразные автобусы для североамериканского рынка.
Акции компании обращаются на бирже Торонто. Биржевой тикер — NFI-UN.TO.
Компания основана в 1930 году под названием Western Auto and Truck Body Works Ltd.
Несколько десятилетий с 1960 года она является основным поставщиком городского транспорта
для канадских городов Ванкувер и Торонто.
Компания выпускает: автобусы, троллейбусы, автобусы для аэропортов, парков, университетских студгородков, и т. д.
С 1997 года New Flyer выпускает гибридные автобусы.

## Продукция New Flyer Industries
- C/D/DE/L30LF
- C/D/DE/L35LF
- C/D/DE/E/GE/L40LF
- HE40LF
- D60LF
- DE/E60LF
- D/E60HF
- D40i/DE40i (Invero)

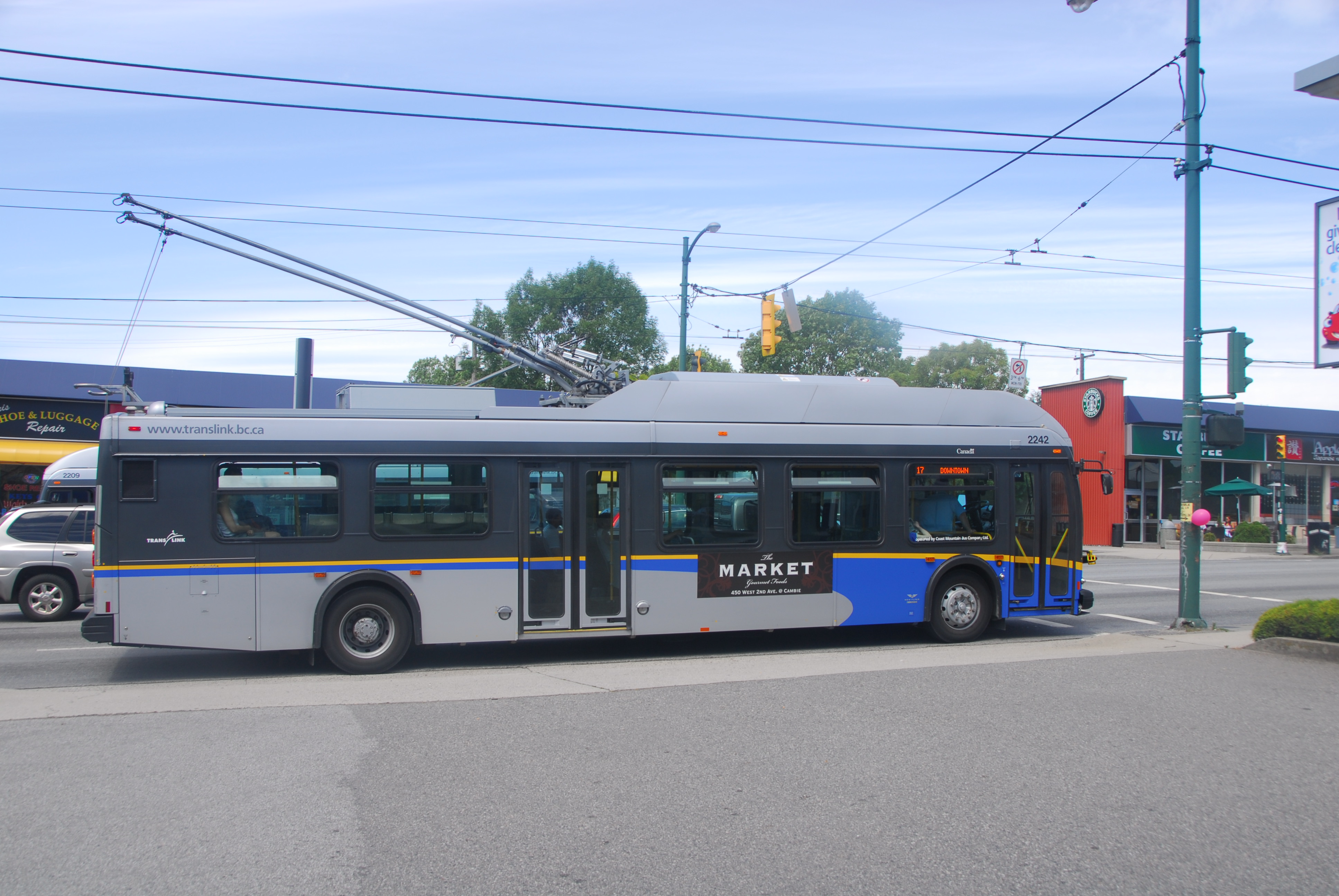
Троллейбус New Flyer в Ванкувере

- DE40LF BRT/DE60LF BRT (Bus Rapid Transit)
- C/D/DE30LFR
- C/D/DE35LFR
- C/D/DE40LFR
- E60LFR

## Гибридные автобусы New Flyer Industries
- DE40LF
- DE40LF BRT
- DE60LF
- GE40LF
- DE40i Invero

## Автобусы New Flyer Industries с двигателями, работающими на альтернативных топливах
New Flyer Industries выпускает автобусы, работающие на сжатом природном газе (CNG) и на сжиженном нефтяном газе (LPG).
- C40LF
- C30LF